# スプーキー・トゥー
『スプーキー・トゥー』（Spooky Two）は、イギリスのバンド、スプーキー・トゥースが1969年に発表した2作目のスタジオ・アルバム。

## 背景
前作に引き続きジミー・ミラーがプロデューサーに起用された。クレジットには明記されていないが、「フィーリン・バッド」にはジョー・コッカーが、「アイヴ・ゴット・イナフ・ハートエイク」にはスティーヴ・ウィンウッドが参加した。
オリジナル・ベーシストのグレッグ・リドリーは、本作を最後にバンドを脱退しハンブル・パイの結成に参加した。ルーサー・グロヴナーは後年「グレッグが脱退した時点で、俺達は勢いを失い始めていたんだ」と振り返っている。

## 反響
母国イギリスではセールス的に成功を収められなかったが、アメリカでは1969年10月11日付のBillboard 200で最高44位を記録し、バンド唯一の全米トップ50アルバムとなった。また、本作はオランダで大ヒットしており、シングル「ザット・ワズ・オンリー・イエスタデイ」は1969年5月31日付のシングル・チャートで初登場25位となった後、最高13位を記録し、本作は同年6月28日付のアルバム・チャートで初登場4位となり、合計4週トップ10入りした。

## 評価・影響
ロバート・クリストガウは1969年9月18日付の『ヴィレッジ・ヴォイス』誌におけるレビューでCプラスを付け「良い曲に関してはブラインド・フェイスと比べて格段に劣っているわけではない。ただし、悪い曲に関しては無駄に凝っている」と評している。一方、Mike DeGagneはオールミュージックにおいて5点満点中4.5点を付け「全8曲とも、自由奔放なロックとルースなギター・プレイが相互作用を生み出しており、素晴らしく生々しい音楽に結実している」「スプーキー・トゥースは約7年にわたる活動をしてきたが、『スプーキー・トゥー』ほど情熱的で、各ミュージシャンの優れたコラボレーションが収録されているアルバムは他にない」と評している。
ジューダス・プリーストは1978年のアルバム『ステンド・クラス』で「ベター・バイ・ユー、ベター・ザン・ミー」をカヴァーしており、シングルとしてもリリースされたがヒットには至らなかった。

## 収録曲
特記なき楽曲はゲイリー・ライト作。
1. ウェイティン・フォー・ザ・ウィンド - "Waitin' for the Wind" (Luther Grosvenor, Mike Harrison, Gary Wright) - 3:32
2. フィーリン・バッド - "Feelin' Bad" (Mike Kellie, G. Wright) - 3:18
3. アイヴ・ゴット・イナフ・ハートエイク - "I've Got Enough Heartaches" (M. Kellie, G. Wright) - 3:27
4. イーヴル・ウーマン - "Evil Woman" (Larry Weiss) - 9:02
5. ロスト・イン・マイ・ドリーム - "Lost in My Dream" - 5:03
6. ザット・ワズ・オンリー・イエスタデイ - "That Was Only Yesterday" - 3:53
7. ベター・バイ・ユー、ベター・ザン・ミー - "Better by You, Better Than Me" - 3:40
8. ハングマン・ハング・マイ・シェル・オン・ア・トゥリー - "Hangman Hang My Shell on a Tree" - 5:41

### 2008年リマスターCDボーナス・トラック
1. ザ・ウェイト（モノ・シングル・ヴァージョン） - "The Weight (Mono single version)" (Robbie Robertson)
2. ドゥ・ライト・ピープル（モノ・シングル・ヴァージョン） - "Do Right People (Mono single version)"
3. ザット・ワズ・オンリー・イエスタデイ（モノ・シングル・ヴァージョン） - "That Was Only Yesterday (Mono single version)"
4. オー! プリティ・ウーマン - "Oh! Pretty Woman" (A.C. Williams) -
5. ウェイティン・フォー・ザ・ウィンド（モノ・シングル・ヴァージョン） - "Waitin' for the Wind (Mono single version)" (L. Grosvenor, M. Harrison, Gary Wright)
6. フィーリン・バッド（モノ・シングル・ヴァージョン） - "Feelin' Bad (Mono single version)" (M. Kellie, G. Wright)
7. ザ・ウェイト（USアルバム・ヴァージョン） - "The Weight (US album version)" (R. Robertson)

## 参加ミュージシャン
- ゲイリー・ライト - ボーカル、キーボード
- マイク・ハリソン - ボーカル、キーボード
- ルーサー・グロヴナー - ギター
- グレッグ・リドリー - ベース
- マイク・ケリー - ドラムス